# قاسم فاكتو
قاسم فاكتو (المعروف أيضًا باسم محمد قاسم) هو زعيم انفصالي كشميري يعمل على استقلال جامو وكشمير عن الهند، كان القائد الأعلى لحزب المجاهدين
سُجِنَ منذ عام 1993 بتهمة قتل الناشط في مجال حقوق الإنسان "إتش إن وانشو"، حيث قام مقاتلو حزب المجاهدين في نوفمبر 1992 باختطاف وانشو من منزله في سريناغار، وأطلقوا النار عليه.
أُطلق سراحه في عام 1999 لفترة قصيرة من الزمن. وفي عام 2012 حكم عليه بالسجن حتى الموت، وحصل على درجة الدكتوراه في الدراسات الإسلامية في السجن، وفي عام 2016 رفضت المحكمة العليا في الهند مناشدته بإطلاق سراحه.
قاسم متزوج من آسيا أندرابي هي أيضًا زعيمة انفصالية ورئيسة لحركة بنات الملة.